# Eupithecia soultanabadi
Eupithecia soultanabadi är en fjärilsart som beskrevs av Brandt 1941. Eupithecia soultanabadi ingår i släktet Eupithecia och familjen mätare. Inga underarter finns listade i Catalogue of Life.